# Övre Vallvattnet
Övre Vallvattnet är en sjö i Sollefteå kommun i Ångermanland och ingår i Ångermanälvens huvudavrinningsområde. Sjön har en area på 0,456 kvadratkilometer och ligger 294 meter över havet.

## Delavrinningsområde
Övre Vallvattnet ingår i det delavrinningsområde (705115-150868) som SMHI kallar för Utloppet av Övre Vallvattnet. Medelhöjden är 306 meter över havet och ytan är 2,87 kvadratkilometer. Det finns ett avrinningsområde uppströms, och räknas det in blir den ackumulerade arean 16,67 kvadratkilometer. Vattendraget som avvattnar avrinningsområdet har biflödesordning 4, vilket innebär att vattnet flödar genom totalt 4 vattendrag innan det når havet efter 161 kilometer. Avrinningsområdet består mestadels av skog (73 procent). Avrinningsområdet har 0,54 kvadratkilometer vattenytor vilket ger det en sjöprocent på 18,9 procent.